# Marie Lehmann
Marie Margareta Lehmann, född Bergkvist 14 mars 1965 i Tyresö församling, Stockholms län, är en svensk sportjournalist och programledare.

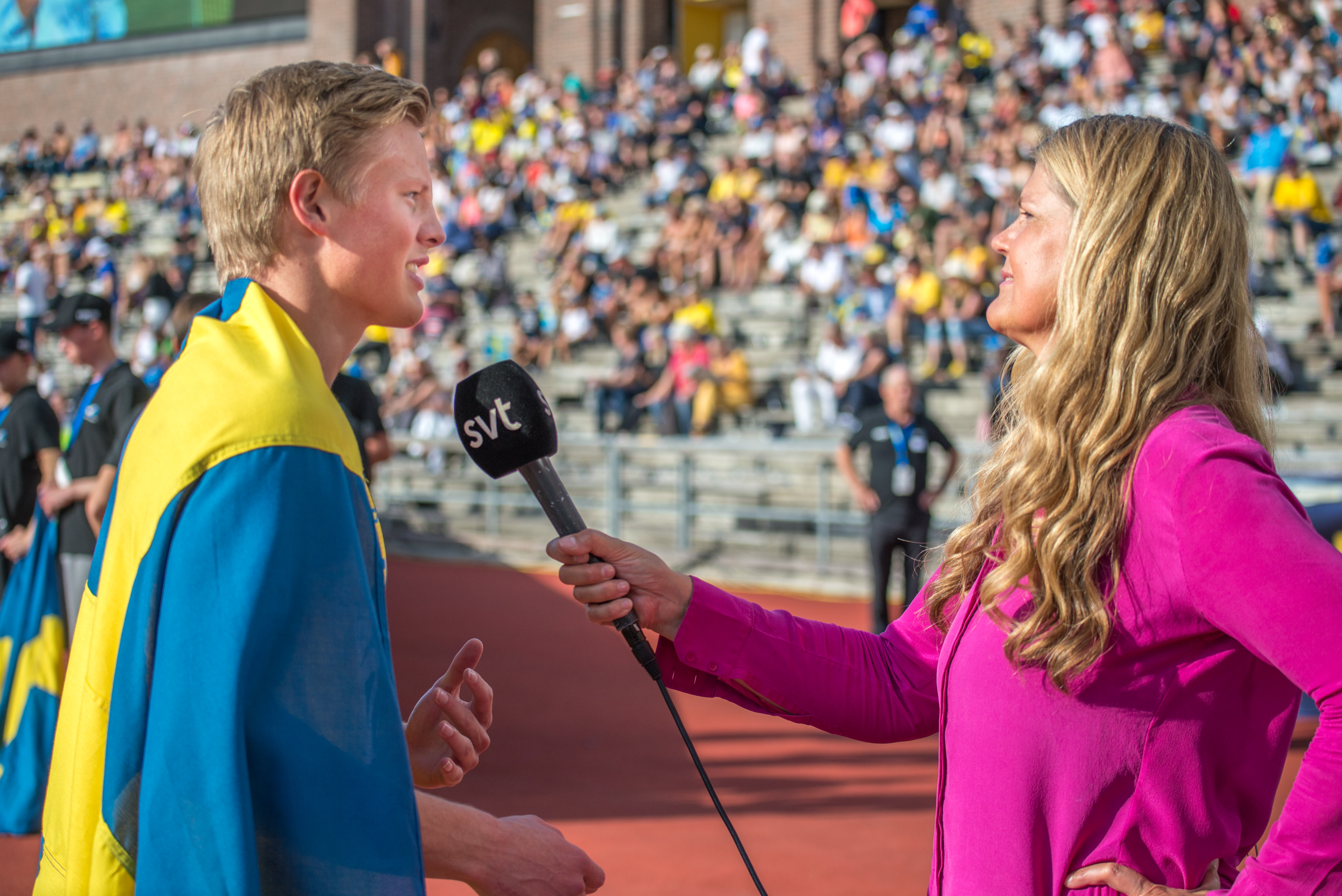
Marie Lehmann intervjuar Henrik Larsson under Finnkampen på Stockholms stadion i augusti 2019.

Marie Lehmann arbetar sedan 1990-talet på Sveriges Television. Hon har varit programledare för bland annat Lilla Sportspegeln, Sportspegeln, olika OS- och VM-program, Sportnytt, Hockeykväll samt nyhetsprogram. Lehmann har vid flera tillfällen medverkat som gäst i Gomorron Sverige. 
Lehmann växte upp i området Krusboda, beläget i Tyresö söder om Stockholm. Under ungdomsåren spelade hon basket i KFUM Tyresö Basket och därefter i Elitserien med KFUM Söder och Solna IF mellan 1983 och 1986..
Hon var mellan 1988 och 2015 gift med ishockeyspelaren och NHL-proffset Tommy Lehmann (född 1964), som numera är affärsman. Paret har tre barn.